# そにアニ -SUPER SONICO THE ANIMATION-
『そにアニ -SUPER SONICO THE ANIMATION-』（そにアニ スーパーソニコ ジ・アニメーション）は、WHITE FOX制作による日本のテレビアニメ。2014年1月から3月まで放送された。全12話。

## 概要
ニトロプラスのイメージキャラクター『すーぱーそに子』のメディアミックス作品の1つ。2013年9月にテレビアニメ化が発表された。2017年2月15日にブルーレイボックスが発売された。
すーぱーそに子役は、すーぱーそに子自身が声を演じているという設定である。なお、アニメ化にあたって「すーぱーそに子のお友だち」という設定の山本彩乃が「すーぱーそに子応援副団長」に就任している（団長は白石稔）。
2017年8月28日、「訪れてみたい日本のアニメ聖地88（2018年版）」に本作の舞台・東京都武蔵野市が選出される。

## あらすじ
「スーパーノヴァ」を拠点にバンド活動を行うガールズバンド・「第一宇宙速度」のリードボーカルにして、グラビアアイドル&モデルにして、居酒屋「つぇっぺりん」の看板娘の女子大生であるすーぱーそに子、そんな彼女の徒然なる日常を描く物語。

## 登場人物

### 第一宇宙速度
そに子が活動しているガールズ・スリーピース・バンド。
すーぱーそに子
声 - すーぱーそに子（山本彩乃）
本作の主人公。いつもヘッドフォンを付けている。グラビアモデルやミュージシャンとして活動する一方、武佐坂理科大学（キャンパスは亜細亜大学がモデル）に通う現役大学生として勉学に励む。
ガールズ・スリーピース・バンド「第一宇宙速度」に所属し、リードヴォーカルとギターを担当している。バンド内での愛称は「ニコちゃん」。
たまに母音と子音が入れ替わる（またはどちらかが抜ける）口癖がある（副題に反映あり）。
自宅では猫を5匹飼っている。それぞれの名前はチャー、シュー、メン、アジタマ、ナルト。朝の寝起きがものすごく悪いために、朝は何時も猫に起こされるが、一度完全に目が覚めると後は加速度的にやる気と元気に火が付く。気合を入れる時の口癖は、彼女のトレードマークでもある「とりゃー」。

富士見 鈴（ふじみ すず）
声 - 後藤麻衣
スーパーノヴァのバイト長であり、ナース姿の似合う黒髪ロングの美人である。後述の富士見恵那の姉であり、彼女もまたニトロプラスのゲーム『アザナエル』の登場人物その人である。
ガールズバンド「第一宇宙速度」のリーダー兼ベースを担当している。バンド名の由来は鈴が名付けたもので、人工衛星が必要とする速度という意味である。
趣味は無免許美容師ごっこなど色々。かつて女子プロレスに入門していたことから特技はプロレス技で、特にドロップキックを好んで用いる。
綿抜 フウリ（わたぬき フウリ）
声 - 尾崎真実
「第一宇宙速度」のドラマー。寝る事と肉まんが大好き。そに子をはじめ相手を「ひゃん」付けで呼ぶ二人称/三人称の口癖がある。
上京直後に財布を盗まれる、満員電車で痴漢に遭う、アルバイトで騙されるなど散々な目に遭っているが、上京して1年でアイドルユニット「第一宇宙速度」に所属し、好きなドラムセットを叩けるようになったことが喜びである。
ファンの間では「第一宇宙速度」のライブに行くことを、そに子とフウリの胸を称えて「山登り」という。
ニトロプラスのゲーム『アザナエル』の主人公の一人である綿抜フウリと同一人物。

### そに子の所属事務所
北村（きたむら）マネージャー
声 - 竹内良太
スーツ姿で、炎のように逆立った髪型と般若の面をかぶった敏腕マネージャー。仕事熱心で、所属タレントのための努力を惜しまない上に、タレントの人間性を重要視する。そに子に学生として不相応な仕事をさせない為に腐心している。そに子に色仕掛けを仕掛ける業界人や過剰なお色気を要求するようなスタッフなどに対し（般若面を利用して）恫喝する事もしばしば。ただし酒癖が悪く泥酔する性質。素顔は一切見せない。
オウカ / 殺戮院 鏖禍（さつりくいん おうか）
声 - 金元寿子
そに子と同じ事務所に所属している先輩アイドル。ゴシックロリータの衣裳に身を包み、ヘッドピース兼用のヘッドフォンを付けている。「ゴスロリ殺戮兵器」設定上中二病キャラらしく、いまいち売れていないが、熱烈なファンからは安定した支持を得ている。年齢に不応相な幼児体型の持ち主で、事務所所属タレント中で一番背が低い。性格も子供っぽいが、相手に対しては基本常に敬語で話す。怒らせると言動が（設定名を含む）狂気を帯びてくる。基本的な性格は人見知りせずおおらかで、事務所のスタッフやタレントとも仲は良いが、トラブルに巻き込まれた際には怨みが篭もり、そに子もその対象にされた事がある。
第6話では全国放送される美容クリームのTVCMに出演が決まるが、商品のプロモーションイベントで起きた事件でCMがお蔵入りになったり、そのイベント会場の豪華客船から救命ボートで脱出するも数日間救助されずに海を漂流する羽目になる、また第9話ではそに子の大学祭にゲスト出演する予定だったが、ホットドッグを食べ過ぎて救急車で運ばれたため出演できなくなるなど、現実同様に不遇な立場である。

### スーパーノヴァ
第一宇宙速度が定期ライブを行っているライブハウス。鈴のバイト先。秋葉原にあるらしい。
店長
声 - 沖佳苗
ミーナ
声 - 牧野由依
育ちはいいところのお嬢様。長身で巨乳。
第8話では、スーパーノヴァにあるアンプを誤って壊してしまい、そのことでスーパーノヴァのバイトをクビになってしまうことを恐れ、隠そうとしていた。

### その他の登場人物
そに子のおばあちゃん
声 - 井上喜久子
そに子が良く仕事を手伝っている居酒屋「つぇっぺりん」の店主。商店街の人々が常連。
多忙な両親に代わってそに子を幼少時から見守ってきた、割烹着が似合う優しいおばあちゃん。普段からニコニコしていて表情を変えることはないが、怒るとその表情のまま非常に怖い言動をさらりとやってのける。
若い頃はギタリストでロックをやっていて、OP映像で当時の姿が見られ、最終話では一時的にステージに立ち、ギターを弾いた。また、英語が堪能。
レイラと名乗ることもあるが、本名なのか通称なのかは不明。
トミ、ヤス、クニ
声 - 土屋トシヒデ（トミ）、加藤将之（ヤス）、坂口候一（クニ）
3人とも商店街の人々。若い頃からそに子のおばあちゃんのファンであり、彼女を「レイラちゃん」と呼ぶ。
富士見 恵那（ふじみ えな）
声 - 榊原ゆい
富士見鈴の妹。姉の鈴には「えなちん」と呼ばれている。
趣味は推理。姉である鈴も知らないが、その推理能力はかなり高い。第8話ではミーナが誤ってアンプを壊してしまったことを推理し当てたが、このことは内緒にしてあげていた。
ニトロプラスのゲーム『アザナエル』の主人公の一人である富士見恵那と同一人物。
苫野 恭子（とまの きょうこ）
声 - 伊藤静
そに子の中学時代の軽音部の先輩。通称「トマ」。
軽音部への入部を希望していたそに子を入部させ、親切に音楽を教えてあげる、ギターのデイドリーム（臙脂色のボディに黒のピックガードのSG）を譲ってあげるなど、そに子に親切だった。
後に海外へ引っ越すことになり、別れの際にはデイドリームを譲り受けることを渋っていたそに子に、出会いのきっかけであった「Shooting Star」を弾けるようになるまで貸しておくことにした。
そに子のライブにはひそかに来場し、「Shooting Star」を聴いて満足すると、落書きのメッセージを残して会場を後にした。
最終話では自分の子供なのかは不明だが、幼い子供を抱えて第一宇宙速度の年越しライブに訪れていた。
紀本 さやか（のりもと さやか）
声 - 豊口めぐみ
ムサシノ出版の記者。そに子の記事を作るため、そに子の密着取材をする。
小説が好きで、小説家になる夢を持っており、最終話では彼女の書いた小説が新人賞の佳作に選ばれ、その作品が掲載された文芸誌を「恩人」であるそに子に渡すべく、第一宇宙速度の年越しライブに訪れた。
佐倉 佳代乃（さくら かよの）
声 - 柚木涼香
そに子が新潟に一人旅をしていた時、夜行バスで隣になった女性。
井守 さつき（いもり さつき）
声 - 高橋美佳子
新潟で工芸をしている女性で、そに子が新潟に一人旅をしていた途中、雨に降られて雨宿りをしていた時に出会った。
工房でそに子と一緒にとんぼ玉を作り、そに子に譲った。
眼鏡の女の子
台詞はないが、第5話からほぼ毎回少ない時間登場している眼鏡をかけた爆乳の少女。
そに子が掲載されている雑誌を購入する、そに子と街ですれ違う、そに子が搭乗するクルーザーを外から眺めているなどエキストラ的な存在ではあるが、その少ない登場シーンでは経過した時間や気持ちの変化が描かれている。登場当初は黒髪だったが、第8話ではメイドカフェでアルバイトを始め、赤色のカラコンと金髪に変えている。第11話ではデパートのアイドルイベントの整理スタッフをしていた。最終話では眼鏡をかけていなかった。
アヤカ
声 - 竹内恵美子
そに子の知り合いの幼稚園児の女の子。第11話ではサンタクロースの存在のことですねたことがあったが、サンタにお願いしたとおり父と出会えたことで、サンタの存在を信じた。
アヤカのパパ
声 - 小形満
アヤカの父。外国に赴任しており、娘のアヤカに本物のサンタクロースはいると言ってしまったことを嘘にしたくなかったため、公認サンタクロースの試験を受けてサンタクロースになり、アヤカと再会する。
アヤカのママ
声 - 矢野亜沙美
アヤカの母。
篠崎さん
声 - 綾瀬有
町内会の人で、いなくなった子猫（マンチカン）のクリームちゃん（拾ったそに子が付けた名前は「ライス」）を探していた。
ライス / クリーム（本来の名前）
生まれて数日経ったばかりでカラスに攫われていた、迷子のマンチカンの子猫。そに子が「ライス」と名付け保護した。最初は略非力で、そに子の飼い猫5匹に太刀打ち出来なかったが、しばらくしてそに子の目覚ましを自力で出来るまでに成長した。最終的には母猫と共に元の飼い主のもとに帰る。
母猫
声 - 本泉莉奈
子猫のクリームちゃんの母猫。時間の経過にも関わらずライスが自身の子クリームだと理解認識した。

## スタッフ
- 原作 - Nitroplus
- 原作キャラクターデザイン - 津路参汰
- 監督 - 川村賢一
- シリーズ構成・脚本 - 黒田洋介
- キャラクターデザイン・総作画監督 - 田村正文
- 美術監督 - 高峯義人
- 色彩設計 - 佐藤美由紀
- 撮影監督 - 峰岸健太郎
- 編集 - 後藤正浩
- 音響監督 - えびなやすのり
- 音楽 - 坂部剛
- 音楽制作 - ポニーキャニオン
- プロデューサー - 福場一義、土居由直、大澤信博、岩佐岳
- アニメーションプロデューサー - 岩佐がく
- プロデュース - ジェンコ
- アニメーション制作 - WHITE FOX
- 製作 - そにアニProject（ポニーキャニオン、ニトロプラス、ショウゲート、クロックワークス、ドコモ・アニメストア、グッドスマイルカンパニー、エー・ティー・エックス、ムービック、ジェンコ）

## 主題歌
オープニングテーマ
共にそに子メジャーデビューシングル「すぱそにっ♥」（ポニーキャニオン PCCG-70206）に収録。
「Beat goes on!」（第1話）
作詞・作曲・編曲 - 村井大 / 歌 - すーぱーそに子
「すぱそにっ♥」（第2話 - 第6話、第8話 - 第11話）
作詞・作曲・編曲 - 山崎真吾 / 歌 - すーぱーそに子
第7話、第12話はOPが無いために未使用。第8話から第一宇宙速度の演奏シーンの背景が変更された。
- なお上記2曲はどちらも発売元違いから、すーぱーそに子10周年企画の1つとして発売された第一宇宙速度のコンピレーションアルバム『FIRST ASTRONOMICAL VELOCITY ～Complete Collection～』(GEORIDE)には収録されていない。

エンディングテーマ
「LOVE THE WORLD」（第1話）
作詞 - すーぱーそに子 / 作曲 - 村上正芳 / 編曲 -  第一宇宙速度、村上正芳 / 歌 - 第一宇宙速度
「スカイラブハリケーン」（第2話）
作詞 - すーぱーそに子 / 作曲 - 平田博信 / 編曲 -  第一宇宙速度、平田博信 / 歌 - 第一宇宙速度
「サマーイリュージョン」（第3話）
作詞 - すーぱーそに子 / 作曲 - 平田博信 / 編曲 -  第一宇宙速度、平田博信 / 歌 - 第一宇宙速度
第4話では挿入歌として使用。
「ムーンライトでぶっとばせ! 〜MOONLIGHT STAR〜」（第4話）
作詞・作曲 - Global Grave / 編曲 -  Global Grave、平田博信 / 歌 - 第一宇宙速度
「クリスタル・ドリーム」（第5話）
作詞 - すーぱーそに子 / 作曲 - 村上正芳 / 編曲 -  第一宇宙速度、村上正芳 / 歌 - 第一宇宙速度
「ナイトメア・バスター」（第6話）
作詞 - すーぱーそに子 / 作曲 - 村上正芳 / 編曲 -  第一宇宙速度、村上正芳 / 歌 - 第一宇宙速度
「スターレイン」（第7話）
作詞 - すーぱーそに子 / 作曲 - 平田博信 / 編曲 -  第一宇宙速度、平田博信 / 歌 - 第一宇宙速度
「真実のヒカリ」（第8話）
作詞 - すーぱーそに子 / 作曲 - 平田博信 / 編曲 -  第一宇宙速度、平田博信 / 歌 - 第一宇宙速度
「ゴー!ゴー!」（第9話）
作詞 - すーぱーそに子 / 作曲 - 平田博信 / 編曲 -  第一宇宙速度、平田博信 / 歌 - 第一宇宙速度
「Affection」（第10話）
作詞 - すーぱーそに子 / 作曲 - 村上正芳 / 編曲 -  第一宇宙速度、村上正芳 / 歌 - 第一宇宙速度
「ベリメリ」（第11話）
作詞 - すーぱーそに子 / 作曲 - 平田博信 / 編曲 -  第一宇宙速度、平田博信 / 歌 - 第一宇宙速度

挿入歌
「初恋フラッシュライト」（第3話）
作詞 - すーぱーそに子 / 作曲 - 平田博信 / 編曲 -  第一宇宙速度、平田博信 / 歌 - 第一宇宙速度
「mighty heart」（第4話）
作詞 - すーぱーそに子 / 作曲 - 村上正芳 / 編曲 -  第一宇宙速度、村上正芳 / 歌 - 第一宇宙速度
「ぱわふるぱわー」（第4話）
作詞 - すーぱーそに子 / 作曲 - 平田博信 / 編曲 -  第一宇宙速度、平田博信 / 歌 - 第一宇宙速度
「GIRL PUNK」（第5話）
作詞 - すーぱーそに子 / 作曲 - 村上正芳 / 編曲 -  第一宇宙速度、村上正芳 / 歌 - 第一宇宙速度
「ハッピー☆LUCKY STAR!」（第6話）
作詞 - すーぱーそに子 / 作曲 - 平田博信 / 編曲 -  第一宇宙速度、平田博信 / 歌 - 第一宇宙速度
「疼（UZUKI）」（第9話）
作詞 - Ken1 / 作曲・編曲 -  榊原秀樹 / 歌 - VERTUEUX
「進め、BLUE STAR!」（第12話）
作詞 - すーぱーそに子 / 作曲 - 平田博信 / 編曲 -  第一宇宙速度、平田博信 / 歌 - 第一宇宙速度
「LOVE THE WORLD」（第12話）
作詞 - すーぱーそに子 / 作曲 - 村上正芳 / 編曲 -  第一宇宙速度、村上正芳 / 歌 - 第一宇宙速度
「なないろ♫メロディ」（第12話）
作詞 - すーぱーそに子 / 作曲 - 村上正芳 / 編曲 -  第一宇宙速度、村上正芳 / 歌 - 第一宇宙速度
事実上の第12話EDテーマ
「吉祥寺スーパーソニック」（第12話）
作詞 - すーぱーそに子 / 作曲 - 平田博信 / 編曲 -  第一宇宙速度、平田博信 / 歌 - 第一宇宙速度
「情熱ロケット」（第12話）
作詞 - すーぱーそに子 / 作曲 - 平田博信 / 編曲 -  第一宇宙速度、平田博信 / 歌 - 第一宇宙速度
「OVER THE FUTURE」（第12話）
作詞 - すーぱーそに子 / 作曲 - 村上正芳 / 編曲 -  第一宇宙速度、村上正芳 / 歌 - 第一宇宙速度
「ラブ&ピース+」（第12話）
作詞 - すーぱーそに子 / 作曲 - 平田博信 / 編曲 -  第一宇宙速度、平田博信 / 歌 - 第一宇宙速度
「SUPERORBITAL」（第12話）
作詞 - すーぱーそに子 / 作曲 - 村上正芳 / 編曲 -  第一宇宙速度、村上正芳 / 歌 - 第一宇宙速度
- これらは全て元々第一宇宙速度の持ち歌である為に、いずれも以前GEORIDEより発売されており、その経緯から、すーぱーそに子10周年企画の1つとして発売されたコンピレーションアルバム『FIRST ASTRONOMICAL VELOCITY ～Complete Collection～』(GEORIDE)にも全曲収録されている。

## 各話リスト
| 話数      | サブタイトル                   | 絵コンテ       | 演出           | 作画監督            | 放送日        |
| --------- | ------------------------------ | -------------- | -------------- | ------------------- | ------------- |
| session1  | がんばりまうsよ〜♪             | 川村賢一       | 川村賢一       | 田村正文            | 2014年 1月6日 |
| session2  | 第一宇宙速度                   | 川村賢一       | 武藤信宏       | 木宮亮介            | 1月13日       |
| session3  | そに子、沖縄に行く             | 田村正文       | 松村政輝       | 兵渡勝              | 1月20日       |
| session4  | デイドリーム                   | 三條なみみ     | 土屋浩幸       | 池田有              | 1月27日       |
| session5  | New World                      | 川村賢一       | 江口大輔       | 井元一彰 大和田彩乃 | 2月3日        |
| session6  | クルージング・オブ・ザ・デッド | 岩畑剛一       | 土屋浩幸       | 中田正彦            | 2月10日       |
| session7  | スターレイン                   | 中山奈緒美     | 中山奈緒美     | 木宮亮介            | 2月17日       |
| session8  | すーぱーそに子殺人事件         | 橋本裕之       | 橋本裕之       | 池田有              | 2月24日       |
| session9  | そに子の一番長い日             | 川村賢一       | 松村政輝       | 佐藤天昭            | 3月3日        |
| session10 | ラーメンに半ライス             | おざわかずひろ | おざわかずひろ | 池上太郎            | 3月10日       |
| session11 | 聖者が街にやってくる           | 岩畑剛一       | 土屋浩幸       | 中田正彦            | 3月17日       |
| session12 | ここにいまうs♪                 | 川村賢一       | 川村賢一       | 田村正文 大和田彩乃 | 3月24日       |

## 放送局
| 放送地域 | 放送局             | 放送期間               | 放送日時                     | 放送系列       | 備考                                            |
| -------- | ------------------ | ---------------------- | ---------------------------- | -------------- | ----------------------------------------------- |
| 日本全域 | AT-X               | 2014年1月6日 - 3月24日 | 月曜 20:30 - 21:00           | CS放送         | 製作委員会参加 リピート放送あり                 |
| 兵庫県   | サンテレビ         | 2014年1月6日 - 3月24日 | 月曜 23:30 - 火曜 0:00       | 独立局         |                                                 |
| 東京都   | TOKYO MX           | 2014年1月7日 - 3月25日 | 火曜 0:30 - 1:00（月曜深夜） | 独立局         |                                                 |
| 京都府   | KBS京都            | 2014年1月7日 - 3月25日 | 火曜 1:30 - 2:00（月曜深夜） | 独立局         |                                                 |
| 愛知県   | テレビ愛知         | 2014年1月7日 - 3月25日 | 火曜 2:35 - 3:05（月曜深夜） | テレビ東京系列 |                                                 |
| 日本全域 | BS11               | 2014年1月7日 - 3月25日 | 火曜 3:30 - 4:00（月曜深夜） | BS放送         | 『ANIME+』枠                                    |
| 日本全域 | ニコニコ生放送     | 2014年1月7日 - 3月25日 | 火曜 23:00 - 23:30           | ネット配信     |                                                 |
| 日本全域 | ニコニコチャンネル | 2014年1月7日 - 3月25日 | 火曜 23:30 更新              | ネット配信     |                                                 |
| 日本全域 | dアニメストア      | 2014年1月8日 - 3月26日 | 水曜 12:00 更新              | ネット配信     | 製作委員会参加 見放題サービス利用者は全話見放題 |
| 日本全域 | バンダイチャンネル | 2014年1月22日 - 4月9日 | 水曜 12:00 更新              | ネット配信     |                                                 |

## BD / DVD
| 巻  | 発売日        | 収録話          | 規格品番   | 規格品番   | 規格品番   |
| 巻  | 発売日        | 収録話          | BD初回版   | BD通常版   | DVD初回版  |
| --- | ------------- | --------------- | ---------- | ---------- | ---------- |
| 1   | 2014年3月19日 | 第1話 - 第2話   | PCXG-50371 | PCXG-50381 | PCBG-52301 |
| 2   | 2014年4月25日 | 第3話 - 第4話   | PCXG-50372 | PCXG-50382 | PCBG-52302 |
| 3   | 2014年5月21日 | 第5話 - 第6話   | PCXG-50373 | PCXG-50383 | PCBG-52303 |
| 4   | 2014年6月18日 | 第7話 - 第8話   | PCXG-50374 | PCXG-50384 | PCBG-52304 |
| 5   | 2014年7月16日 | 第9話 - 第10話  | PCXG-50375 | PCXG-50385 | PCBG-52305 |
| 6   | 2014年8月20日 | 第11話 - 第12話 | PCXG-50376 | PCXG-50386 | PCBG-52306 |
| BOX | 2017年2月15日 | 第1話 - 第12話  |            |            |            |

## 関連書籍
- そにアニ すーぱー Fan Book（ポニーキャニオン〈ぽにきゃんBOOKS〉、2014年8月20日発売）